# بوکین (مجموعه تلویزیونی)
بوکین یک مجموعه تلویزیونی محصول سال ۱۳۸۵ به کارگردانی و تهیه‌کنندگی محسن قصابیان، محمد باقری نیکو، نویسندگی محمد باقری نیکو می‌باشد که از شبکه دو پخش شد. این مجموعه در ۱۰ قسمت ۴۵ دقیقه‌ای تهیه شد.

## خلاصه داستان
داستان مرد میانسالی به همین نام است که پس از ۲۵ سال، به مهاباد زادگاه خویش بازمی‌گردد و به کمک جوانی به نام کوسار با شخص قدرتمندی به نام کیومرث هیرش درگیر می‌شود، در حالی که کوسار دل در گرو عشق دختر هیرش یعنی کژال دارد.

## بازیگران
- بهرام ابراهیمی
- پروین ملک‌زاده
- سعیده عرب
- سیدامیرناصر جاوید
- علی اکبر امیرآتشانی
- فروغ امجدی
- مرتضی کاظمی
- مهرداد ضیایی
- پوران عزیزپور